# Vlag van Tuzla

Vlag van Tuzla (ratio 1:2)

De vlag van Tuzla (Bosnisch: Zastava Tuzlanskog kantona) bestaat uit een blauw veld met daarop in het midden het wapenschild van het kanton. De drie gele sterren in het wapenschild worden aangevuld tot een totaal van elf. De sterren op een blauwe achtergrond verwijzen naar de vlag van Bosnië en Herzegovina. De vlag is in gebruik genomen op 31 december 1999.